# Rete 4
Rete 4 est une chaîne de télévision italienne. Elle est détenue par le groupe Mediaset.

## Histoire de la chaîne
Annoncée en octobre 1981, la chaîne de télévision « Rete 4 », ou « Retequattro », commence à émettre le 4 janvier 1982. C'est un canal généraliste plutôt destiné à un public adulte, avec une offre surtout culturelle, soap opera, information et sport.
Le réseau Rete 4, initialement propriété de la Mondadori (60 %) et de Carracciolo e Perrone (20 % chacun), est vendu le 27 août 1984 à la Fininvest de Silvio Berlusconi qui en acquiert 50%.
En 1999, la chaîne est en procès avec Europa 7 de Francesco Di Stefano, pour usage abusif de fréquences analogiques.
Le 31 janvier 2008, la Cour de justice européenne décide que le régime d'assignation des fréquences ne respecte pas le principe de la libre prestation de services.

## Identité visuelle

### Logos

Logo de Rete 4 du 4 janvier 1982 à 1991
Logo de Rete 4 de 1991 à 1999
Logo de Rete 4 de 1999 à 2018
Logo de Rete 4 depuis le 12 septembre 2018

## Émissions historiques
- Ciao Ciao
- Game boat
- C'eravamo tanto amati
- Chi c'è c'è
- La domenca del villaggio
- Domenica in concerto
- Drama
- M'ama non m'ama
- Cipria
- Topolino show
- Caccia al 13
- Cari genitori
- La macchina del tempo
- Affetti speciali
- Il Gioco delle coppie
- Linea diretta
- Maurizio Costanzo Show
- Simpaticissima
- Chi mi ha visto?
- Chi mi ha visto estate?
- Sabato vip
- Sabato vip in vacanza
- Sabato 4
- Pham Viet Dung
- Buona giornata
- Bravo bravissimo
- Viva Napoli
- Agenzia matrimoniale
- Pasión de gavilanes
- Il pranzo è servito
- La cena è servita
- La ruota della fortuna
- Ok il prezzo è giusto!
- W le donne
- Nonsolomoda
- Fornelli d'Italia
- Iva show
- Il trucco c'è
- Riridiamo
- Un milione al secondo
- Campo aperto
- C'est la vie
- Che piacere averti qui
- Buon Pomeriggio
- A casa nostra
- Casa per casa
- Naturalmente su Rete 4
- Miracoli
- Ballo,amore e fantasia
- 4x7
- Huinfig
- Buinfig

## Audiences
La chaîne Rete 4 est, en 2017, la troisième chaîne de télévision privée pour le taux d'écoute du réseau commercial Mediaset. Avec une audience moyenne de 8,6 % des parts de marché, elle se situe juste derrière la Rai Tre en termes d'audience. Son pic d'audience se situe sur le créneau horaire compris entre 21h et 22h30.